# Verwaltungsgemeinschaft Lichtenberg-Weißenborn
Die Verwaltungsgemeinschaft Lichtenberg-Weißenborn ist eine Verwaltungsgemeinschaft im Freistaat Sachsen. Am 1. Februar 2018 wurde die Verwaltungsgemeinschaft Lichtenberg/Erzg. umbenannt. Sie liegt im Zentrum des Landkreises Mittelsachsen etwa 8 km südlich der Kreisstadt Freiberg und zirka 6 km östlich von Brand-Erbisdorf. Landschaftlich befindet sich das Gemeinschaftsgebiet in den nördlichen Ausläufern des Erzgebirges  im Tal der Freiberger Mulde und deren umliegenden Höhenrücken (bis über 600 m ü. NN). Im Süden  befindet sich die Talsperre Lichtenberg. Die  B 173  verläuft nördlich und B 101 östlich des Gemeinschaftsgebietes. Sie sind über Freiberg und Brand-Erbisdorf zu erreichen.

## Die Gemeinden mit ihren Ortsteilen
- Lichtenberg/Erzgeb. mit den Ortsteilen Lichtenberg, Weigmannsdorf und Müdisdorf
- Weißenborn/Erzgeb. mit den Ortsteilen Weißenborn, Berthelsdorf/Erzgeb. und Süßenbach